# Gány
Gány (szlovákul Gáň) község Szlovákiában, a Nagyszombati kerületben, a Galántai járásban.

## Fekvése
Galántától 5 km-re északra fekszik, Barakony tartozik hozzá.

## Története
Nevét a Gan szláv személynévből eredeztetik.
1113-ban villa Gan néven a zobori apátság oklevelében említik először. Már ekkor két része ismeretes. A Szent Család tiszteletére szentelt temploma már a 12. században állt. 1251-ben IV. Béla a znióváraljai apátság számára birtokokat adományoz, melyben Gan mint Kázmér fiainak birtoka szerepel. Gány a következő évben is szerepel a znióváraljai apátság oklevelében. 1277-ben a nyitrai káptalan előtt Menold fia Rúfusz Ábrahám a gányi és galántai birtokait Aba magister fia Abával a berencsi kővárra cseréli.
1317-ben Károly Róbert több más birtokkal a kihalt Vecsei család birtokait hűségéért a Pécz nembeli Ivánka fia Hrussói Lászlónak adományozta. 1324-ben rokonai osztoztak az adományozott birtoktesten, s Gány Ivánka fia Jánosé lett. A pápai tizedjegyzékben Inang néven szerepel.
Valószínűleg 1549-ben 8 portája és 4 újonnan népesült jobbágytelke Bucsányi Zsigmond, Borsy Flórián és Tamás birtoka, melyen 3 zsellér és 2 más jogállású személy is lakott. A 16. században Gányban Bessenyei Tamás, István és György, galántai Lőrinc fia Nagy György és Tharródy Tamás semptei várkapitány birtokos.
Iskolájának legkorábbi említése 1877-ből származik. A község fejlődésére serkentőleg hatott, amikor 1881-ben bekapcsolódott a Galánta–Szered közötti vasúti közlekedésbe. A vasút sok helybelinek adott munkát és a könnyebb közlekedés révén közeli városokban munkalehetőséget.
Vályi András szerint "GÁNY. Tót falu Posony Vármegyében, földes Urai Gróf Battyányi, és más Urak, a’ kiknek lakó helyeikkel ékesíttetik, lakosai katolikusok, fekszik Barakonytól, és Dudvág vizétöl sem meszsze, Galantának szomszédságában, határja középszerű, vagyonnyai is olly formák, második Osztálybéli."
Fényes Elek szerint "Gány, vegyes magyar-tót falu, Pozson vmegyében, ut. p. Szeredhez egy órányira; 265 kath., 16 zsidó lak. Van egy kastélya, kertje, termékeny határja. F. u. többen.
" 
A trianoni békeszerződésig Pozsony vármegye Galántai járásához tartozott. 1938-ban  az I. bécsi döntés nyomán  magyar fennhatóság alá került, de a magyar kormány Barakony, Barancs, Cseklész, Mikszáthfalva, Nandrás, Velejte és Zsitvaújfalu társaságában más falvakért 1939 márciusban Szlovákiával elcserélte.
1947-ben itt épült fel a Galántai járás első kultúrháza. 1957-ben a szomszédos Barakony faluval Brakoňská Gáň néven egyesítették. 1960 óta ismét Gáň a hivatalos neve.

## Népessége
| Év:            | 1994. | 2004.    | 2014.    | 2024.    |
| -------------- | ----- | -------- | -------- | -------- |
| Emberek száma: | 620   | 695      | 780      | 885      |
| Eltérés:       |       | +12,09 % | +12,23 % | +13,46 % |

| Év:            | 2023. | 2024.   |
| -------------- | ----- | ------- |
| Emberek száma: | 882   | 885     |
| Eltérés:       |       | +0,34 % |

1880-ban 216 lakosából 18 magyar és 183 szlovák anyanyelvű. Barakony 140 lakosából 124 szlovák és 5 magyar anyanyelvű.
1890-ben 298 lakosából 32 magyar és 248 szlovák anyanyelvű. Barakony 185 lakosából 170 szlovák és 6 magyar anyanyelvű.
1900-ban 330 lakosából 68 magyar és 257 szlovák anyanyelvű. Barakony 167 lakosából 145 szlovák és 22 magyar anyanyelvű.
1910-ben 363 lakosából 224 magyar, 139 szlovák anyanyelvű. Barakony 144 lakosából 98 szlovák és 46 magyar anyanyelvű volt.
1921-ben 410 lakosából 70 magyar és 332 csehszlovák. Barakony 162 lakosából 148 csehszlovák és 14 magyar.
1930-ban 474 lakosából 50 magyar és 424 csehszlovák. Barakony 194 lakosából 180 csehszlovák és 5 magyar.
1970-ben 888 lakosából 50 magyar és 836 szlovák volt.
1980-ban 706 lakosából 42 magyar és 661 szlovák volt.
1991-ben 593 lakosából 38 magyar és 551 szlovák volt.
2001-ben 632 lakosából 600 szlovák és 28 magyar volt.
2011-ben 696 lakosából 624 szlovák és 53 magyar volt.
2021-ben 870 lakosából 807 szlovák, 37 magyar, 1 ruszin, 4 egyéb és 21 ismeretlen nemzetiségű.

## Nevezetességei
- A Szent Család tiszteletére szentelt római katolikus temploma a 12. században épült. 1735-ben barokk stílusban építették át.
- Szent Anna kápolna.

## Neves személyek
- Itt született 1940. január 15-én Vladimír Filo rozsnyói koadjutor-püspök.

## Külső hivatkozások
- Községinfó
- Gány Szlovákia térképén
- E-obce.sk
- Vladimír Filo életrajza